# Музей шпионажа (Тампере)
Музей шпионажа (фин. Vakoilumuseo) — единственный в Европе музей, посвящённый шпионской деятельности и расположенный в городе Тампере (второй подобный музей находится в центре Вашингтона, в США).

## История
Музей был основан Теппо Турья в 1998 году и ныне расположен в одном из помещений бывшего завода Finlayson в центре города Тампере.
Число посетителей музея составляет более 20 тысяч человек в год.

## Экспозиция

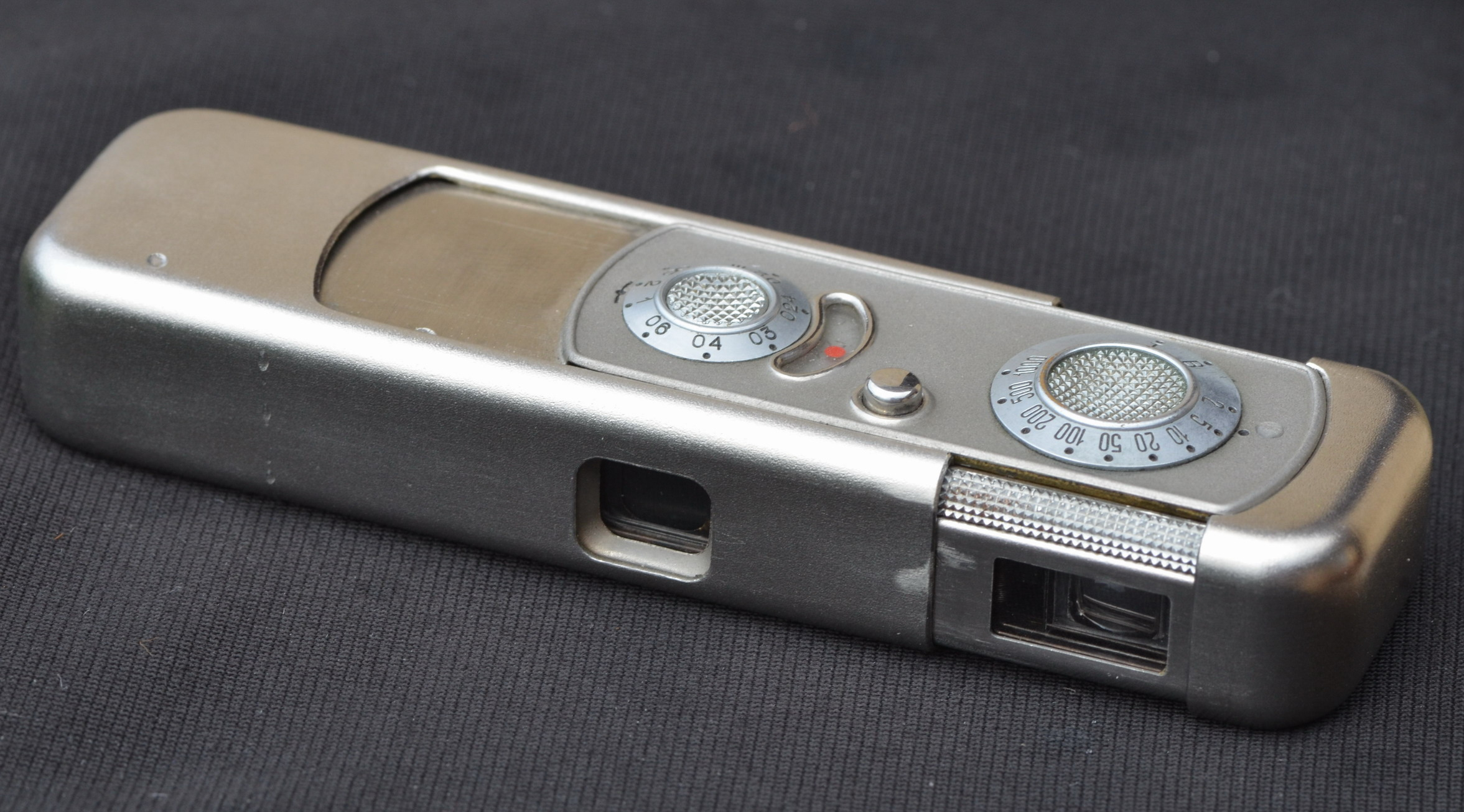
Minox Riga

В музее представлено более 400 экспонатов: фотоаппараты-зажигалки, подслушивающие устройства, скрытые видеокамеры, шифровальные машины, различные виды тайников и др.
В музее находится единственная в Финляндии фотокамера для аэросъёмки времен Первой мировой войны. Фотоаппарат КГБ елка, предположительно, тоже единственный в Финляндии.
Фотоаппараты серии Minox, сконструированные Вальтером Цаппом, являются самыми популярными шпионскими фотоаппаратами (британская разведслужба MI5, после получения первого образца, сделала заказ на фотоаппараты Минокс на год вперед). В музее имеется первая модель фотоаппарата Minox Riga.
В экспозиции имеются две американские радиостанции, принадлежащие ЦРУ и найденные на дне озера в районе Тампере. Радиостанции были рассчитаны на межконтинентальную отправку и получение сообщений. Во время холодной войны Уильям Колби сформировал в Финляндии целую шпионскую сеть, в распоряжении которой были упомянутые радиостанции на тот случай, если Советский Союз захватит Финляндию.
В коллекции находится финский радиопередатчик Kyynel. Имеются редкие экземпляры устройства для грунтового прослушивания (было изготовлено около 100 штук, и большая часть позднее уничтожена). Выставлен также телетайп «Ад» (Hell) и другие радиопередатчики времен войны.
Часть экспозиции рассказывает об Управлении специальных операций (англ. Special Operations Executive — SOE) — британской разведывательно-диверсионной службе, работавшей во время Второй мировой войны.
Представлено оружие в виде палки для ходьбы, шпаги, зонтика, ручки, а также револьвер на 10 пуль, замаскированный под измерительную рулетку.
В экспозиции музея возможно легально протестировать программу, которая похищает электронные письма. С помощью предмета размером не больше флэшки, подключенной к компьютеру, можно записать все набранные с клавиатуры тексты.
В отдельной комнате музея имеются два детектора лжи, анализирующие уровень стресса. Более старая модель представлена в дипломате и используется с телефоном. Более поздняя модель, разработана израильским Моссадом, и может анализировать не только голос, но и другие реакции.